# Yamamoto Yoshiki
Yoshiki Yamamoto (sinh ngày 16 tháng 11 năm 1994) là một cầu thủ bóng đá người Nhật Bản.

## Sự nghiệp câu lạc bộ
Yoshiki Yamamoto đã từng chơi cho Kataller Toyama và Verspah Oita.